# Jules Bary
Jules Alfred Bary (Oudergem, 1 november 1912 - Strainchamps, 8 juli 1977) was een Belgisch volksvertegenwoordiger en burgemeester.

## Levensloop
Jules Bary volgde middelbare studies aan het Atheneum van Elsene en behaalde in 1931 het diploma van landbouwingenieur aan de provinciale school van Aat. Na het vervullen van zijn legerdienst ging hij aan de slag bij het chemisch laboratorium van de suikerfabriek van Gembloux. Van 1937 tot 1944 was hij beheerder-boekhouder van een landbouwbedrijf in Fontaine-Valmont.
Hij sloot zich in 1928 aan bij de Belgische Werkliedenpartij (BWP), vanaf 1945 de Belgische Socialistische Partij (BSP). Na de Bevrijding ging hij in oktober 1944 als attaché aan de slag op het kabinet van minister van Ravitaillering Léon Delsinne. Hij bleef werkzaam op het kabinet tot in december 1948 en werkte dus ook onder Delsinnes opvolgers, de communist Edgard Lalmand en de onafhankelijke Georges Moens de Fernig. In december 1948 nam hij ontslag omdat hij zich niet langer kon verzoenen bij de pro-Amerikaanse politiek van eerste minister Paul-Henri Spaak en het jaar nadien trok hij naar Frankrijk, waar hij in Rambouillet een landbouwbedrijf ging uitbaten.
In februari 1950 keerde Bary op aandringen van de socialistische instanties van het arrondissement Nijvel terug naar België. Hij nam deel aan de strijd tegen de terugkeer van koning Leopold III op de troon en werd in 1951 secretaris-generaal van de socialistische arbeidersbeweging Action Commune, hetgeen hij bleef tot in 1953.
Na de dood van Gaston Baccus in 1951 werd Bary de nieuwe leider van de socialisten in het arrondissement Nijvel. In april 1954 werd hij voor dit arrondissement verkozen in de Kamer van volksvertegenwoordigers. In november dat jaar nam hij reeds ontslag uit deze functie, nadat hij tot nationaal secretaris van de BSP was benoemd. Bary bleef dit ambt bekleden tot in 1961 en werd toen opnieuw volksvertegenwoordiger, ditmaal tot in 1971. In het parlement verdedigde Bary wetsvoorstellen over de modernisering van de landbouw en sociale woningen.
In 1952 werd Bary verkozen tot gemeenteraadslid van Nijvel en was er van 1953 tot 1962 schepen van Openbare Werken en van 1962 tot 1969 burgemeester.
Bary was eveneens militant van de Waalse Beweging. In 1953-1954 was hij secretaris-generaal van de Waalse Economische Raad, bevoegd voor landbouwkwesties, stedenbouw en huisvesting. Bary werd tevens secretaris van het Waals Actiecomité in Waals-Brabant en lid van het Permanent Comité van het Waals Nationaal Congres (1951-1971). Hij schreef het economisch programma van dit Congres. In 1961 schreef hij, samen met André Renard, André Genot, Léo Collard, Joseph-Jean Merlot en Georges Debunne Pour sortir de l'impasse, tekst die gepubliceerd werd tijdens de algemene staking van de Winter 1960-1961. De tekst stelde meer controle voor op de holdings voor en het nemen van initiatieven door de overheid voor industriële ontwikkeling. 
Hij organiseerde ook het 'Waalse Petitionnement' en werd lid van de Mouvement Populaire Wallon. De BSP verbood zijn leden om ook lid te zijn van de MPW, maar Bary bleef niettemin socialistisch mandataris en MPW-militant. In 1966 stichtte hij in Nijvel een afdeling van de interparlementaire vereniging van Franstalige landen. 
Bij de totstandkoming van de regering-G. Eyskens IV in 1968, een coalitie van CVP en BSP, gaf Bary te kennen dat hij het regeerakkoord verwierp, onder meer wat betreft de onvoldoende federalistische vooruitzichten. Hij nam ontslag uit de socialistische fractie in de Kamer en richtte een dissidente groep op, de Rassemblement du Peuple wallon. Hij verdedigde het behoren van Waals-Brabant tot Wallonië.
Hij nam in de periode 1969-1971 wegens gezondheidsredenen ontslag uit al zijn politieke functies en vestigde zich op een domein in het bos van Strainchamps, waar Bary in juli 1977 overleed. Hij wijdde er zich aan land- en bosbouw.
In Nijvel werd ter zijner eer een monument opgericht.

## Publicatie
- Les socialistes et la pension, Brussel, z.d.